# Comissió Abat Oliba
La Comissió Abat Oliba fou constituïda a instàncies de l'abat Aureli Maria Escarré i Jané per promoure els actes d'entronització de la Mare de Déu de Montserrat de 1947.
La Comissió Abat Oliba dissenyà el projecte com un procés de llarga preparació i ambientació que havia d'arribar a tot Catalunya. La Comissió era presidida per Fèlix Escalas i Chamení, un home fidel al règim franquista, diposava com a secretari general de Fèlix Millet i Maristany i Maurici Serrahima i Bofill (secretari executiu), Joan Sagalés i Anglí i tingué a l'advocat Josep Benet i Morell com un dels seus entusiastes impulsors. Era formada per un centenar de persones entre ells, Alexandre Cirici i Pellicer, Manuel Ibáñez i Escofet, Jaume Picas i Guiu, Pere Puig i Quintana, i el grup de joves que formaven la Delegació Universitària de la Comissió Abat Oliba la majoria membres del Grup Torras i Bages com Josep Maria Ainaud de Lasarte secretari de la Delegació, Jordi Bonet i Armengol, Jaume Carner, Joan Reventós, Anton Cañellas, etc.
La Comissió sota la cobertura normal de popularitzar al màxim l'esdeveniment, aconseguí teixir una primera xarxa de país connectant, mitjançant per una part delegacions territorials: comarcals, locals i parroquials, i per altra de sectorials d'estamentals les parròquies, patronats catòlics, congregacions, moviments religiosos, centres culturals, ordes religiosos, etc., amb milers de catalans. La comissió es comunicava amb les diferents delegacions i centres i persones adherits per mitjà de circulars (la primera llista de destinataris les adreces era 1.500, a la vuietana arribava 35.000). S'organitzaren xerrades, activitats de propaganda (la majoria en català), repartint nombrosos fulletons i volants en català (atès que la censura no els va permetre editar un butlletí), i mobilitzant les poques entitats on encara es refugiava el sentiment catalanista. El projecte de celebració no fou unànime alguns bisbes catalans franquistes com els Lleida (Juan Villar Sanz) i Tortosa (Manuel Moll i Salord) posaren nombrosos inconvenients, que malgrat tot, se solventaren.